# Число Клаузиуса
Число Клаузиуса ({\displaystyle \mathrm {Cl} }) — критерий подобия в гидродинамике, равный отношению кинетической энергии жидкости к энергии, переданной жидкости от нагретой стенки. Его можно выразить следующим образом:
{\displaystyle \mathrm {Cl} ={\frac {\rho Lv^{3}}{\varkappa \Delta T}},}
где:
- {\displaystyle \rho } — плотность жидкости;
- {\displaystyle \varkappa } — теплопроводность;
- {\displaystyle \Delta T=T_{2}-T_{1}} — разность температур стенки (2) и жидкости (1);
- {\displaystyle L} — характеристическая длина;
- {\displaystyle v} — скорость.

Число Клаузиуса можно также выразить как произведение числа Бринкмана на число Рейнольдса
{\displaystyle \mathrm {Cl} =\mathrm {Br} \cdot \mathrm {Re} }
Это число названо в честь Рудольфа Клаузиуса.